# Espelervaart
De Espelervaart is een kanaal in de Noordoostpolder van Flevoland.
Hij begint in Emmeloord bij het industrieterrein net ten zuiden van De Deel en de Poldertoren, en gaat eerst noordwaarts, waar het bij De Deel, samen met de Lemstervaart de gracht aan de Korte en Lange Dreef voedt.
Ter hoogte van de wijk De Erven gaat het kanaal westwaarts, onder de N351 door richting Espel. Echter gaat het vanaf Emmeloord alleen maar door het platteland heen naar Espel, parallel aan de N714. De Espelervaart wordt smaller en stopt bij de N712.